# Mancomunidad Cimasol
La Mancomunidad "Cimasol" es una mancomunidad de municipios situados en la comarca de La Alcarria, en la provincia de Guadalajara (España), que agrupa a los municipios de Cifuentes, Cogollor, Henche, Las Inviernas, Masegoso de Tajuña, Solanillos del Extremo, El Sotillo, Trillo y Valderrebollo. Fue constituida en 1988 para gestionar de forma conjunta diversos servicios que son difíciles de realizar por un solo pueblo y ante las numerosas ocasiones en que las peticiones a otras instituciones no fueron atendidas.

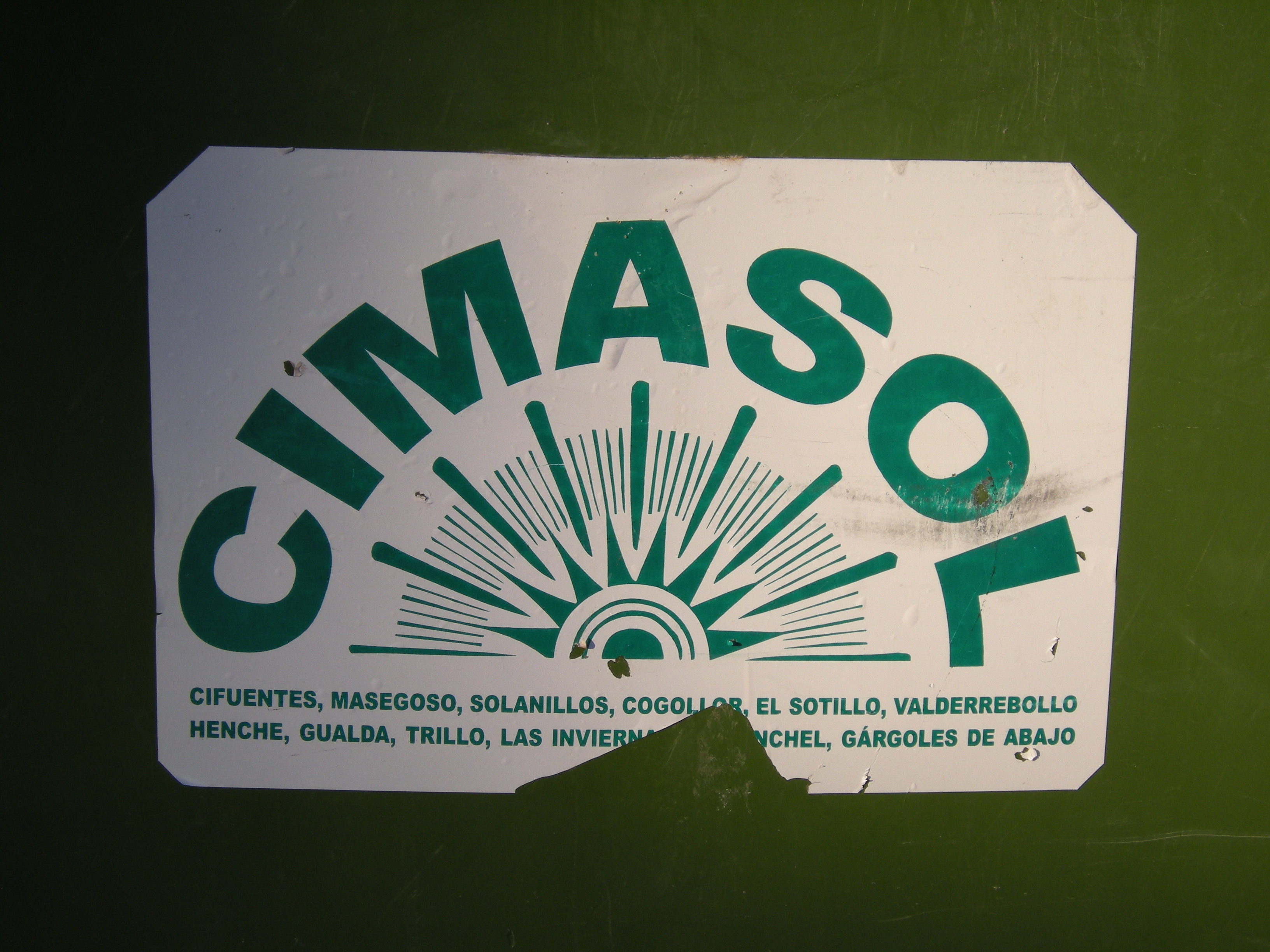
Contenedor de basura identificado con el Logotipo de la Mancomunidad Cimasol.

## Obras y servicios de la mancomunidad Cimasol
Los Ayuntamientos cedieron a la mancomunidad para su gestión los servicios de:
- Recogida domiciliaria de residuos sólidos urbanos y su posterior tratamiento y destrucción.
- Limpieza viaria y de edificios administrativos o de otra índole.
- Servicio de transporte comarcal.
- Gestión integral del agua: servicio de agua potable, limpieza y conservación de la red y depuración de aguas residuales.
- Parque de maquinaria para obras y servicios mancomunados.
- Creación de un Centro de proceso de datos y mecanización de servicios municipales.
- Oficina técnica de arquitectura y urbanismo e industria.
- Asesoramiento y formación de personal municipal.
- Desarrollo de nuevas tecnologías y de la sociedad de la información.
- Recogida de animales domésticos abandonados y tratamiento de plagas.
- Gestión del puesto comarcal de Cruz Roja y de un servicio de Protección civil.
- Gestión de archivos e inventarios municipales.